# Василечко Микола Романович
Мико́ла Рома́нович Василе́чко (нар. 22 липня 1974, с. Жнибороди, УРСР, СРСР) — український краєзнавець, журналіст, фотограф, кросвордист, вікіпедист, творець інтернет-сайтів. Член НСЖУ (2015).

## Життєпис
Микола Василечко народився 22 липня 1974 року в селі Жнибородах тодішнього Бучацького району Тернопільської области, нині Бучацької громади Чортківського району тої ж области України.
Закінчив Жниборідську початкову (1–3 класи) і Берем'янську восьмирічну (4–8 класи) школи, Бучацький радгосп-технікум (1994, нині коледж Подільського аграрно-технічного університету, за спеціальністю — зоотехнік).
Працював обліковцем у селянській спілці в рідному селі (1996, 2000).
Від 2001 — в Тернополі. Працював двірником у ПП «Дружба-сервіс-1» (2002). Редактор кросвордних видань у редакції видавничо-інформаційного дому «Діана плюс» (2003—2006); фотокореспондент газети «Тернопіль вечірній» (2008).
Від березня 2015 — у видавництві «Укрмедкнига» Тернопільського державного медичного університету (газети «Медична академія» та «Університетська лікарня», ілюстрації на сайті університету [Архівовано 17 березня 2021 у Wayback Machine.]).
Громадсько-суспільна діяльність
Ініціатор святкування 475-ї річниці першої письмової згадки про с. Жнибороди.
Учасник Революції гідності в Києві і Тернополі. Навесні 2014 року став одним з ініціаторів збору підписів проти виступу Марії Яремчук на Євробаченні.
Член міських конкурсів «Ти це зумієш!» (2015, Тернопіль), «Провесінь-2014» та «Провесінь-2015» (Тернопіль), обласного конкурсу «Ми — в Україні і Україна — в нас» (Тернопіль), фотоконкурсу «Вікі любить пам'ятки» (2016), I фотоконкурсу серед читачів книгозбірень Тернопільської міської ЦБС «Читаймер успіху» (2016—2017).

## Творчість
Кросворди
Ще зі шкільних років почав захоплюватися розв'язанням і складанням кросвордів. Перший кросворд надрукований у бучацькій районній газеті «Нова доба» 21 серпня 1998 року. Опублікував більше 5000 кросвордів різного типу, тематики і складності в районних газетах «Нова доба» і «Подільське слово», тернопільських обласних та міських газетах «Вільне життя плюс» (зокрема, два випуски газети «Вільне життя. Кросворди» у 2007 і 2008 роках), «Свобода», «Тернопільська газета», «RIA+», «Домашня газета» та інших, також у газетах м. Рівного, кількох журналах.
У редакції видавничо-інформаційного дому «Діана плюс» автор (редактор і дизайнер-верстальник) понад ста випусків кросвордних газет та журналів для дорослих («Кросворди „Люкс“», «Галицькі сканворди», «Українські хрестівки», «30 кросвордів», «50 кросвордів», «100 кросвордів», «300 кросвордів») та дітей («Казкові кросворди», «Класні кросворди» (автор назви та ідеї), «Домовичок», «Знайка»).
Наприкінці 2013 року припинив складання кросвордів.
Світлини
Світлини опубліковані в районних та обласних газетах тернопільської области, а також у кількох газетах інших регіонів України, інформаційних вісниках та бюлетенях Тернопільської міської ради, галузевих і партійних виданнях. Як ілюстрації у книгах «Тернопільський енциклопедичний словник», книгах Галини Садовської та Влади. Собуцької, Михайла Ониськіва, Ореста Глубіша, «Блокпост» Бориса Гуменюка (2016, світлина на обкладинці), «Тернопіль» (2016), «Фігури Тернопілля» (2016), «Крізь призму минулого до сьогодення» (2017) та інших; у журналах «Unitime»), «Літературний Тернопіль» та інших.
Також у річних настінних та настільних календарях державних та освітніх установ Тернополя, опубліковані на десятках українських та закордонних сайтах, у соціальних мережах, блогах тощо.
Учасник кількох колективних фотовиставок у м. Тернополі, зокрема, «Тернопіль: вчора, сьогодні, завтра…», присвячена 471-й річниці міста Тернополя (2011), «Революція гідності» (2014, спільно з Іваном Пшоняком та Ігорем Крочаком), фотовиставка в Музеї Революції гідності та свободи у Тернопільській ЗОШ № 18 (2016, спільно з Іваном Пшоняком та іншими), «Лицарі землі української» у виставковій залі Тернопільського національного економічного університету (2016, спільно з Іваном Пшоняком, Ігорем Крочаком, Михайлом Урбанським, посмертно — Віктором Гурняком) та інших.
В Інтернеті
Автор історико-краєзнавчого інтернет-проєкту «Жнибороди-Бучаччина-Тернопілля» [Архівовано 12 травня 2017 у Wayback Machine.]. У 2009—2011 роках співавтор та адміністратор першої версії сайту газети «Вільне життя плюс» [Архівовано 22 березня 2022 у Wayback Machine.].
Був активним користувачем Вікіпедії від 21 лютого 2007 до 20 листопада 2017 року. Опісля започаткував власний проєкт «Тернопільська енциклопедія».
Вірші, статті та книги
Вірші друкували районна газета «Нова доба» та обласна «Вільне життя» (Тернопіль), у книгах.
Автор 3 статей в 4-му томі Тернопільського енциклопедичного словника: Адамський Ян Францішек, Козак Микола Михайлович, Кучер Михайло Михайлович (2010) та статті про с. Жнибороди у виданні «Тернопільщина. Історія міст і сіл» (2014).
Співредактор збірника «Славень Тернополю» (2013), співупорядник книг «Івачів Горішній. Мого села духовні обереги» (2013), трикнижжя Михайла Ониськіва «Автографи. Бібліографія. Вибране. Галерея. Досил», «Есеї, Євшан-слово, Житіє», «Житіє в абетці И-Я» (2020) та інших.
Видав чотири випуски (по 200 прим.) інформаційного бюлетеня «Жнибороди» та календарики до 575-ї річниці першої письмової згадки про с. Жнибороди.

## Відзнаки
- відзнака Тернопільської міської ради (2013, посвідчення № 347)[23];
- Золоте перо Тернопілля (2021)[24];
- грамоти і подяки державних і громадських організацій Тернополя та області;
- перше місце в особистому заліку серед чоловіків у змаганнях зі стрільби з пневматичної ґвинтівки та пістолета, присвячених Дню журналіста України (2015)[25] та інші.

22 грудня 2014 року Микола Василечко відмовився від будь-яких нагород від влади, політичних та громадських організацій.